# شيء من لا شيء (فلم)
شيء من لا شيء فيلم كوميدي غنائي مصري. مستوحى من قصص ألف ليلة وليلة صدر عام 1938 للمخرج أحمد بدرخان، وكتب الفيلم بديع خيري. قام بالبطولة نجاة علي وعبد الغني السيد، ويروي قصة سلطان من عهد المماليك يريد أن يزوج ابنة أخيه من ولى عهده لكن الأميرة ترفض فيثور السلطان ويحكم عليها أن تتزوج من أسير شاب، وهناك جماعة من الإرهابيين تخطط للقضاء على الأمير فترسل أحد أعضائها لقتله، لكنه يفشل، وعندما تعلم الجماعة بأمر الأسير الشاب تفكر في استغلاله لتحقيق هدفهم.
صدر الفيلم إلى دور العرض المصرية في 10 أكتوبر 1938.
منح موقع قاعدة بيانات الأفلام العربية «السينما.كوم» الفيلم درجة 6.5/ 10.

## أحداث الفيلم
تمكن شقيق السلطان (فؤاد شفيق) من التخلص من أخيه السلطان، واستولى على السلطنة، وأرسل جيوشه لقتال الأعداء، حيث انتصروا وعادوا ومعهم 300 أسير و400 بغل وأسيرة واحدة، وعندما علم السلطان ان قائد الجيش (نسيم ندا) رفض تعقب السلطان عادلمان الذي هزم في المعركة، بدعوى ان يظل هناك أعداء للسلطنة، حتى لا يستغنى السلطان عن أفراد الجيش، الذين يتكسبوا من حرب الأعداء، فقام بطرد قائد الجيش، وعين بدلا منه الأمير عنتر (عبد الفتاح القصرى) قائداً للجيوش، لأنه ساعده في الإستيلاء على السلطنة، ويعاونه على ظلم الشعب. أمر السلطان بإرسال الأسرى للعمل في مزرعته الخاصة، واحتار السلطان فيمن يهديه الأسيرة الوحيدة، وتنازع الجميع عليها، ولكن بعد ان جاءت الأسيرة (مارجريت صوفير)، واكتشف الجميع انها قبيحة وبدينة، تهرب منها الجميع، وطردها السلطان خارج السلطنة، وأراد السلطان أن يزوج الأمير عنتر، من ابنة أخيه الأميرة نجمة (نجاة على) رفضت الأميره هذا الزواج، فعاقبها السلطان بزواجها من أحقر رجل، وهو الأسير هلال (عبد الغنى السيد)، والذي عاملته بقسوة وأمرته ان يعيش مع الخدم والعبيد، وأمرته بعدم الحديث معها مطلقاً. لاحظت الأميرة أن الأسير مجروح من المعركة، وأمرته بتلقي العلاج فوراً، فامتثل لأمرها. اجتمع سراً مجلس الاٍرهاب، بقيادة حكشة (حسن كامل)، وضم المجلس بجانب قائد الجيوش المطرود، كل المتضررين من هيمنة السلطان، الذي لم يحترم حرية الشعب وإرادته، التي لا قيمة لها عنده، واستبد بالمحكومين، والكل يطيعه خوفاً وطمعاً ونفاقاً. قررت اللجنة التخلص من الماكر الذي يعين السلطان على ظلمه، وهو الأمير عنتر، واختاروا شيبوب (عبد اللطيف جمجوم) لقتله، وطلبوا منه التسلل للقصر والبحث عن عنتر. قرر شيبوب الذهاب للحانة لشرب الخمر، حتى يتشجع على قتل عنتر، وفى الحانة جاء عنتر ليشرب الخمر لينسى حبه للأميرة، وقدم نفسه لشيبوب بأنه عنتر، ولم يصدق شيبوب أن عنتر أصبح في حوزته، غير انه فشل في كل محاولاته لقتل عنتر، الذي كان دائماً ينجو من القتل، بسبب الظروف المعاكسة. أعجبت الأميرة نجمة بغناء زوجها هلال، وبدأت تحبه، غير أنها كانت تحاول إبعاده عن طريقها، بزيادة القسوة في معاملته، وذلك لأنه ليس من مقامها، كما أنه من الأعداء، وأمرت باستحمامه بالماء البارد، ولم تخشى إصابته بالزكام، بينما ظل هلال يمد حجرتها كل صباح بالورود التي يقطفها من حديقة القصر، وعندما تعرض السلطان للأميرة، تقدم هلال للدفاع عن زوجتة، ولم يهمه السلطان، الذي طردهم من القصر. حاولت لجنة الإرهاب أن تضم هلال إليها وترسله للاستنجاد بالسلطان عادلمان، ولكنه رفض لأنه أقسم على عدم إثارة المشاكل، وهو يحترم قسمه، وانضم للجمعية الفنانين من شعراء وممثلين وملحنين، الذين لا يجدون التقدير الواجب في تلك البلاد، وقالوا ان البلد لا تقدرهم. تمكنت الجمعية من إقناع هلال بالانضمام إليها، حتى يساعدهم في تخليص بلدهم من الظلم والطغيان، ويتمكن هو من التخلص من الأسر، وإذا كان يهمه أمر زوجته الأميرة، عليه مساعدتها حتى تستعيد عرش أبيها، وسمعت الوصيفة زايده (ثريا فخرى) الاتفاق، وابلغته لسمو الأميرة، حيث كلفتها بمراقبة هلال وتحركاته، بينما استمع الأمير عنتر للساحرة (صوفى ديمترى) التي قالت له ان الأميرة نجمة تحبك، ولكنها تخفى ذلك في قلبها، وأخذت منه بعض المال. توجه عنتر لمخدع الأميرة نجمة ليبثها حبه، فقال لها أحبك كما يحب القط لحم الفار، ورآه هلال فساءه اعتداءه على حرمة بيته فضربه وكسر ذراعه، ولكن تكالب رجال عنتر عليه، فقتل احدهم قبل ان يأسروه، وقدموه للمحاكمة وجاءوا بشهود زور. شهدت الأميرة نجمه لصالحه، ولكنهم حكموا عليه بالإعدام، وأثناء التنفيذ، هجم السلطان عادلمان (إبراهيم عمارة)على القصر وقتل الحرس، وأنقذ الأسير هلال، وقبض على عنتر، ووضع الأميرة نجمة على كرسى السلطنة، وفرحت بنجاة زوجها هلال الذي اكتشفت انه الأمير هلال ابن السلطان عادلمان، ثم اتضح ان كل ما سبق كان حلم، يحلم به أبو العلا (فؤاد شفيق) الذي كان في الحلم هو السلطان، وذلك بعد أن نام وهو يقرأ كتاب ألف ليلة وليلة، واستيقظ على كابوس ووجد ان زوجته في الواقع هي الأسيرة البدينة في الحلم.

## طاقم التمثيل
| - نجاة علي: الأميرة نجمة (ابنة شقيق السلطان) - عبد الغني السيد: الأسير هلال (ابن السلطان عادلمان) - فؤاد شفيق: السلطان أبو العلا - عبد الفتاح القصري: الأمير عنتر - عبد اللطيف جمجوم: شيبوب - إبراهيم عمارة: السلطان عادلمان - مارجريت صوفير: الأسيرة الوحيدة - حسن كامل: حكشة (رئيس جماعة الإرهاب) | - ثريا فخري: الوصيفة زايده - نسيم ندا: قائد الجيش الأول - صوفي ديمتري: الساحرة - إبراهيم الجزار: الشاعر - يحيى نجاتي: الممثل المسرحي - صفا الجميل: مهراشا السلطان - ببا إبراهيم: الراقصة - فيليب كمال: رئيس المحكمة | - سعيد خليل: الشاهد - زينات صدقي: خميسة (شاهدة في المحكمة) - السيد بدير: أحد القضاة - محمد كامل: الخادم النوبي - إدمون تويما: قائد الأوركسترا - عبد النبي محمد: شاعر - مارجريت صفير: الأسيرة (زوجة أبو العلا) |

بالاشتراك مع: نينا زاكي – نفيسة صالح – علي كامل – عبد العزيز النادي 

## أغاني الفيلم
عدد ألحان الفيلم تسعة، ورفض الملحن زكريا أحمد، أن يشاركه أي ملحن آخر في تلحينهم، وقام بتلحينها كلها، والكلمات لبديع خيري
| - زدني حيرة يا هوايا (عبد الغنى السيد) - المنصفين في الدنيا قليل (نجاة علي) - قرب همك واوعى يهمك كله يعدى كله يفوت (عبد الغنى السيد) | - غنى يا طير (عبد الغنى السيد) - يا حزين القلب سيبك م الضنى (محاورة عبد الغنى السيد ونجاة علي) - ودعت أحلام الماضى (نجاة علي) - ديالوج "الصبر" (عبد الغنى السيد ونجاة علي) |

## إنتاج الفيلم
كان فيلم «لاشين» للمخرج الألماني فريتز كرامب قد تم تصويره في ستوديو مصر وبعد انتهاء التصوير وعرضه في يناير 1938، شاهد الفنان أحمد سالم ضخامة الديكورات التي تم تصوير فيلم «لاشين» بها والتي تكلفت مبالغ باهظة (احمد سالم قام ببناء ستوديو مصر وإدارته، وأنتج الاستوديو فيلم «وداد» للفنانة أم كلثوم، وبعد المشاكل التي أثارها سيناريو فيلم «لاشين» تقدم أحمد سالم باستقالته من الاستوديو) وقرر إنتاج فيلم كوميدي غنائي مستوحى من قصص ألف ليله وليله، مستغلاً نفس الديكورات، قبل هدمها وكان الفيلم تحت عنوان «هلال ونجمة» ولكنه غيره إلى «شيء من لا شيء»، إشارة إلى نجاحهم في إخراج فيلم من العدم.

## روابط خارجية
- مقالات تستعمل روابط فنية بلا صلة مع ويكي بيانات
- شيء من لا شيء (فيلم) على موقع دهليز
- شيء من لا شيء (فيلم) على موقع sama3y
- شيء من لا شيء (فيلم) على موقع كاروهات